# Fina (canción)
«Fina» es una canción de los cantantes puertorriqueños Bad Bunny y Young Miko, con coros no acreditos del cantante compatriota Tego Calderón. Fue lanzado el 13 de octubre de 2023, a través de Rimas Entertainment, como parte del quinto álbum de estudio de Bad Bunny, Nadie sabe lo que va a pasar mañana.

## Antecedentes y lanzamiento
El 9 de octubre de 2023, Bad Bunny anunció su álbum Nadie sabe lo que va a pasar mañana, y «Fina» se incluyó como la tercera pista del álbum.

## Visualizador de audio
El visualizador de audio de la canción fue subido a YouTube en el canal de Bad Bunny el 13 de octubre de 2023, junto con los otros videos del visualizador de audio que se estrenaron simultáneamente con el lanzamiento de Nadie sabe lo que va a pasar mañana.

## Posicionamiento en listas
| Lista (2023)                        | Mejor posición |
| ----------------------------------- | -------------- |
| Bolivia (Billboard)                 | 4              |
| Canadá (Canadian Hot 100)           | 90             |
| Chile (Billboard)                   | 7              |
| Colombia (Billboard)                | 3              |
| Ecuador (Billboard)                 | 3              |
| Global 200 (Billboard)              | 6              |
| México (Billboard)                  | 6              |
| Perú (Billboard)                    | 3              |
| Portugal (AFP)                      | 63             |
| España (PROMUSICAE)                 | 5              |
| Suiza (Schweizer Hitparade)         | 40             |
| EE. UU. Billboard Hot 100           | 14             |
| EE. UU. Hot Latin Songs (Billboard) | 2              |